# Krantzit
Krantzit ist eine Bernsteinart, die 1859 von Carl Wilhelm Bergemann beschrieben wurde. Er hatte Stücke dieses fossilen Harzes aus der Braunkohle von Latdorf, Ortsteil von Nienburg bei Bernburg (Sachsen-Anhalt), vom Mineralienhändler Adam August Krantz zur Untersuchung bekommen und benannte es nach ihm. Weitere Funde stammen aus eozänen Braunkohlen von Helmstedt, des Geiseltales, von Königsaue bei Aschersleben und neuerdings aus dem Tagebauen Profen und Amsdorf.
Aus dem Samland stammt ein Fundnachweis von Gottlieb Berendt. Dieser Fund wurde durch Hermann Spirgatis bestätigt.
Nach der Beschreibung von Carl Bergemann bildet das reine Harz „eine durchscheinende in dünnen Schichten fast durchsichtige Masse von lichtgelber oder grünlicher Farbe, die an einzelnen wenigen Stellen ins Röthliche und Bräunliche übergeht und hier einen grösseren Glanz als an den gelblichen Theilen zeigt. Das Harz ist so weich, dass es leicht Eindrücke annimmt und sich schneiden lässt, dabei elastisch und von grossem Zusammenhange.“ Neuere Beschreibungen stammen von Wimmer et al. An der Luft liegend wird das Harz hart und bröckelig-splittrig. Da der Krantzit meist in der Braunkohle eingeschlossen ist, enthalten seine Randpartien mehr oder weniger viel Fremdsubstanz. Er enthält keine Bernsteinsäure. Häufig wurde ein Schwefelgehalt von bis zu 6 % festgestellt. Eine Besonderheit ist das Vorhandensein von aromatischen Substanzen. 
Kräftigere rötliche Farben weisen auf Oxidationsprozesse hin, diese Variante wird als Oxikrantzit bezeichnet. Bei dieser Variante fehlen die aromatischen Verbindungen.
Als Erzeugerpflanze des Krantzit wird von Katinas ein Vertreter aus der Familie der Storaxbaumgewächse (Styracaceae) vermutet. Vahldiek dagegen hält Doliostrobus taxiformis (Familie Doliostrobaceae) für die Mutterpflanze des Krantzit.